# Contea di Yucheng
La contea di Yucheng (虞城县S, Yúchéng XiànP) è una contea della Cina, situata nella provincia di Henan e amministrata dalla prefettura di Shangqiu.